# Herttoniemi (métro d'Helsinki)
Herttoniemi (en finnois : Herttoniemi et en suédois : Hertonäs) est une station de la section commune aux lignes M1 et M2 du métro d'Helsinki. Elle est située au 12 de la Hiihtomäentie Skidbacksvägen, dans le quartier de Herttoniemi, à Helsinki en Finlande.
Mise en service en 1982, elle est, depuis 2017, desservie alternativement par les rames des lignes M1 et M2.

## Situation sur le réseau

Plan du métro.

Établie en souterrain, Herttoniemi est une station de passage de la section commune aux ligne M1 et M2 du métro d'Helsinki. Elle est située entre la station Kulosaari, en direction du terminus ouest M2 Tapiola ou en direction du  terminus ouest M1 Matinkylä, et la station Siilitie, en direction, de Mellunmäki terminus de la branche nord M2, et Vuosaari terminus de la branche est M1.
Elle dispose d'un quai central encadré par les deux voies de la ligne.

## Histoire
La station Herttoniemi est mise en service le 1er juin 1982, lors de l'ouverture à l'exploitation de la première section du métro de Hakaniemi à Itäkeskus.

## Services aux voyageurs

### Accès et accueil
Située au n°13 de la Hiihtomäentie Skidbacksvägen, elle dispose de deux accès à un hall principal et un accès à un hall secondaire, de billetterie et contrôle situés au niveau O. Des escaliers mécaniques et des ascenseurs, pour l'accessibilité des personnes à la mobilité réduite, permettent les liaisons avec le niveau -1, où se situent les quais de la station.

Installations
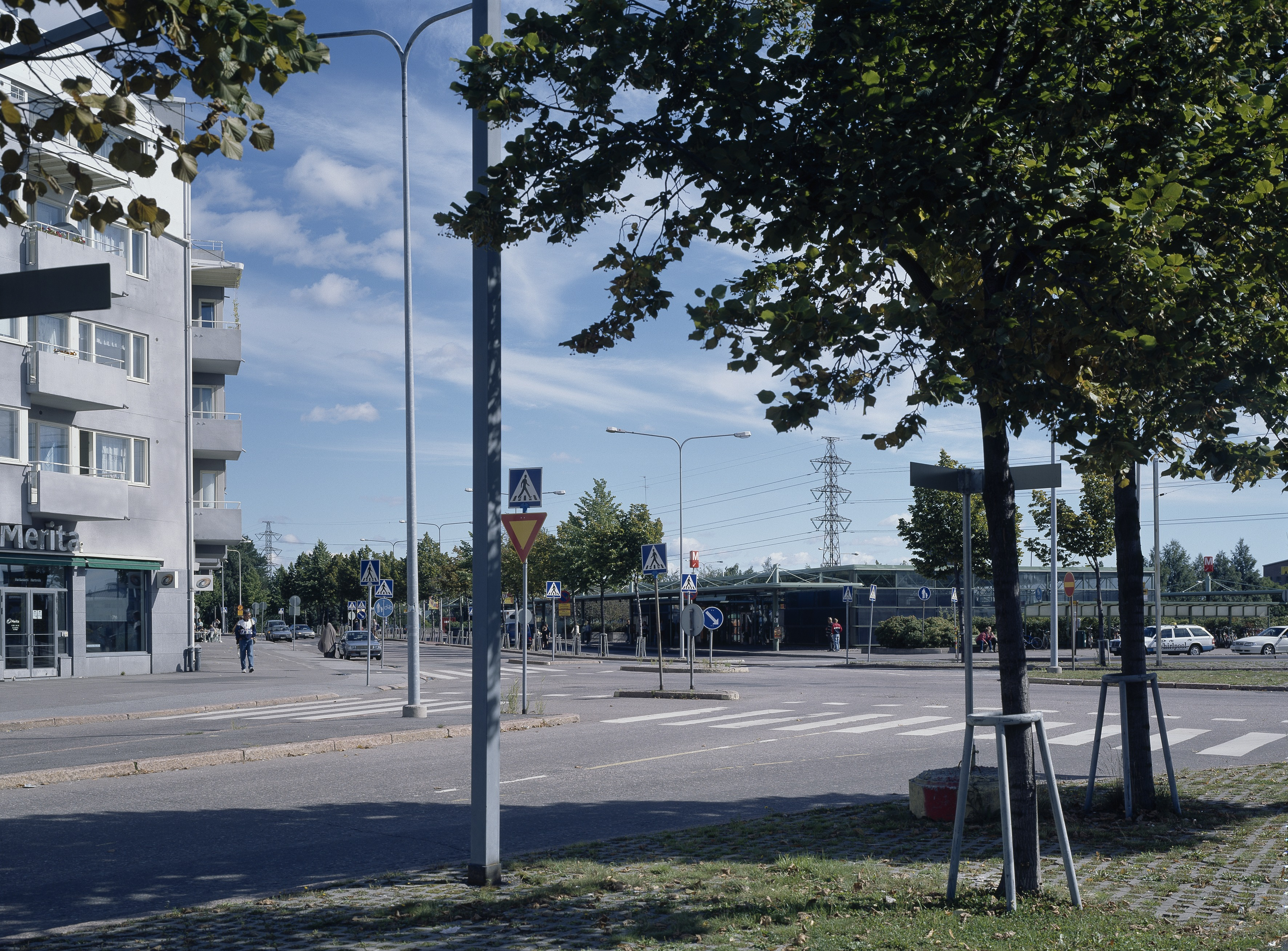
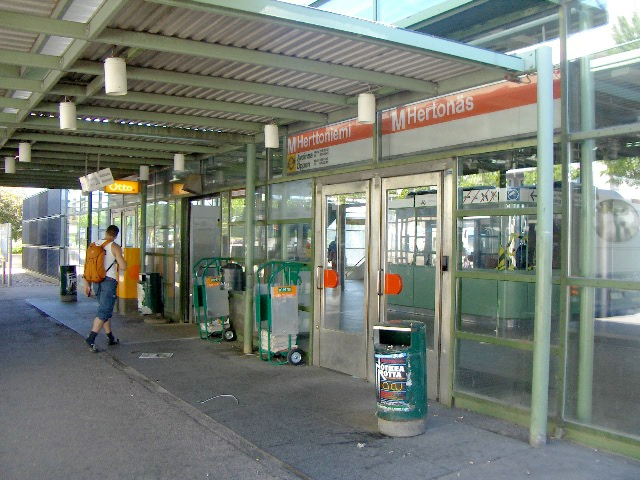
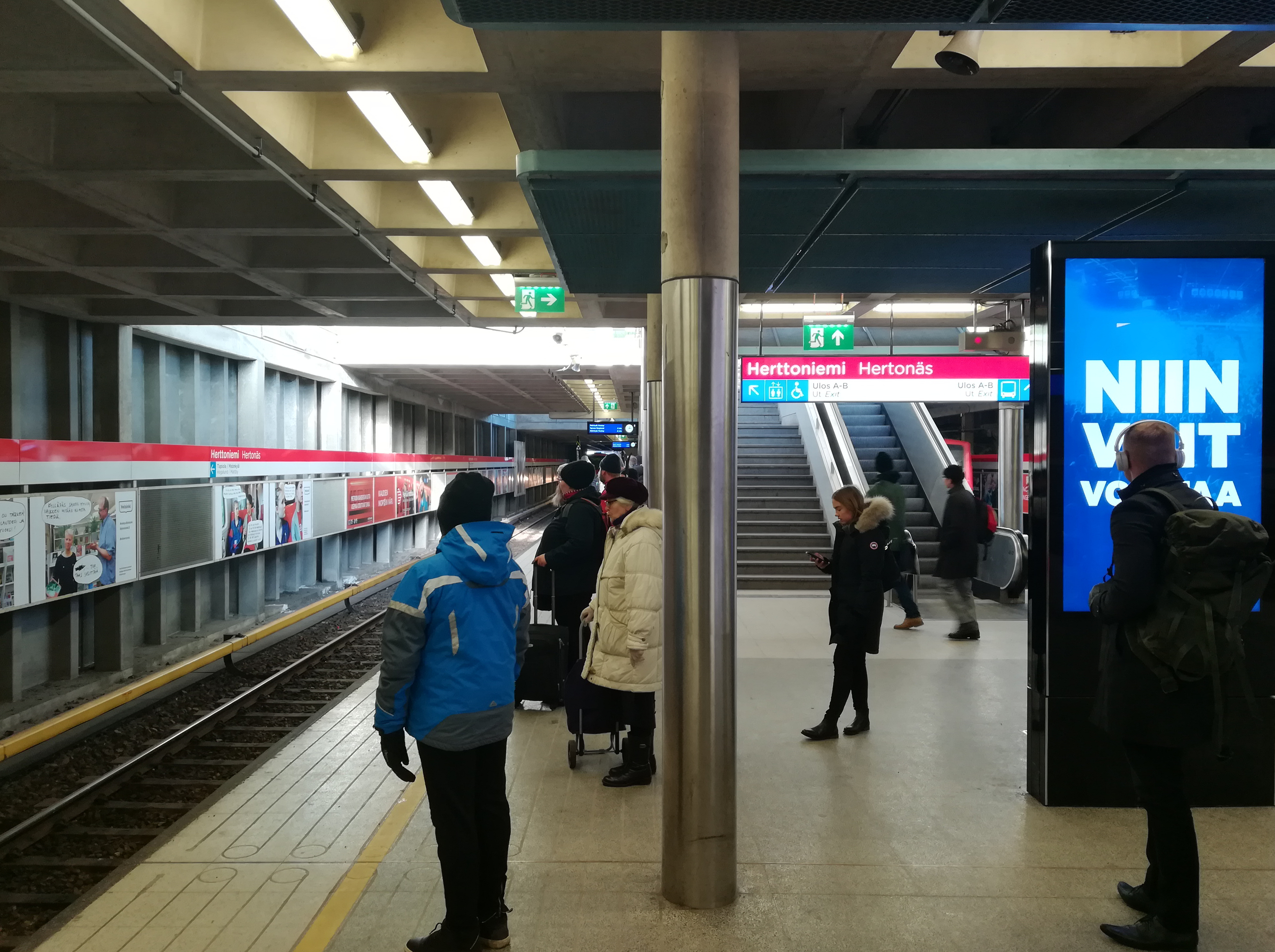

### Desserte
Herttoniemi est desservie alternativement par les rames de la ligne M1 et de la ligne M2.

Installations et desserte
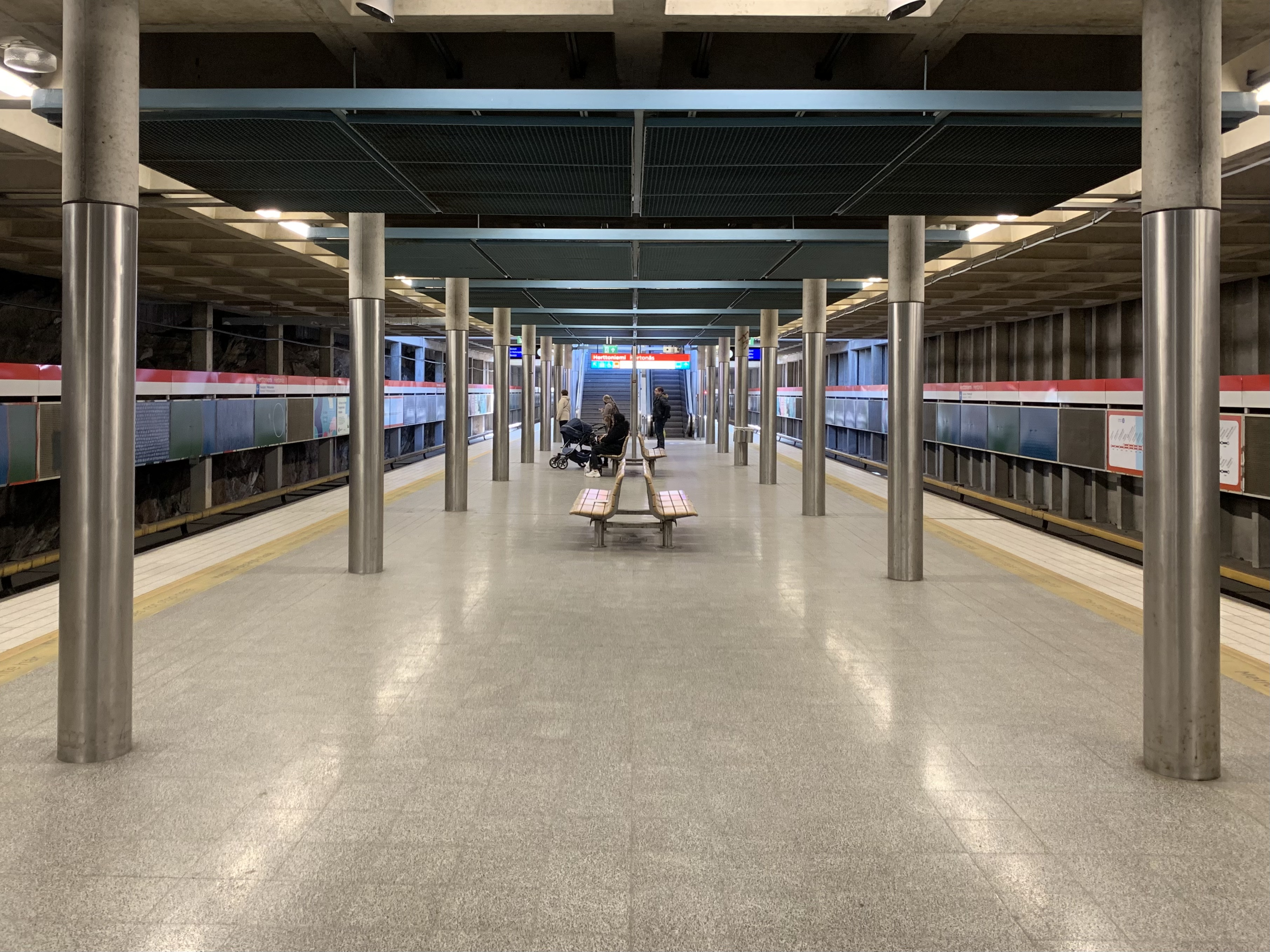
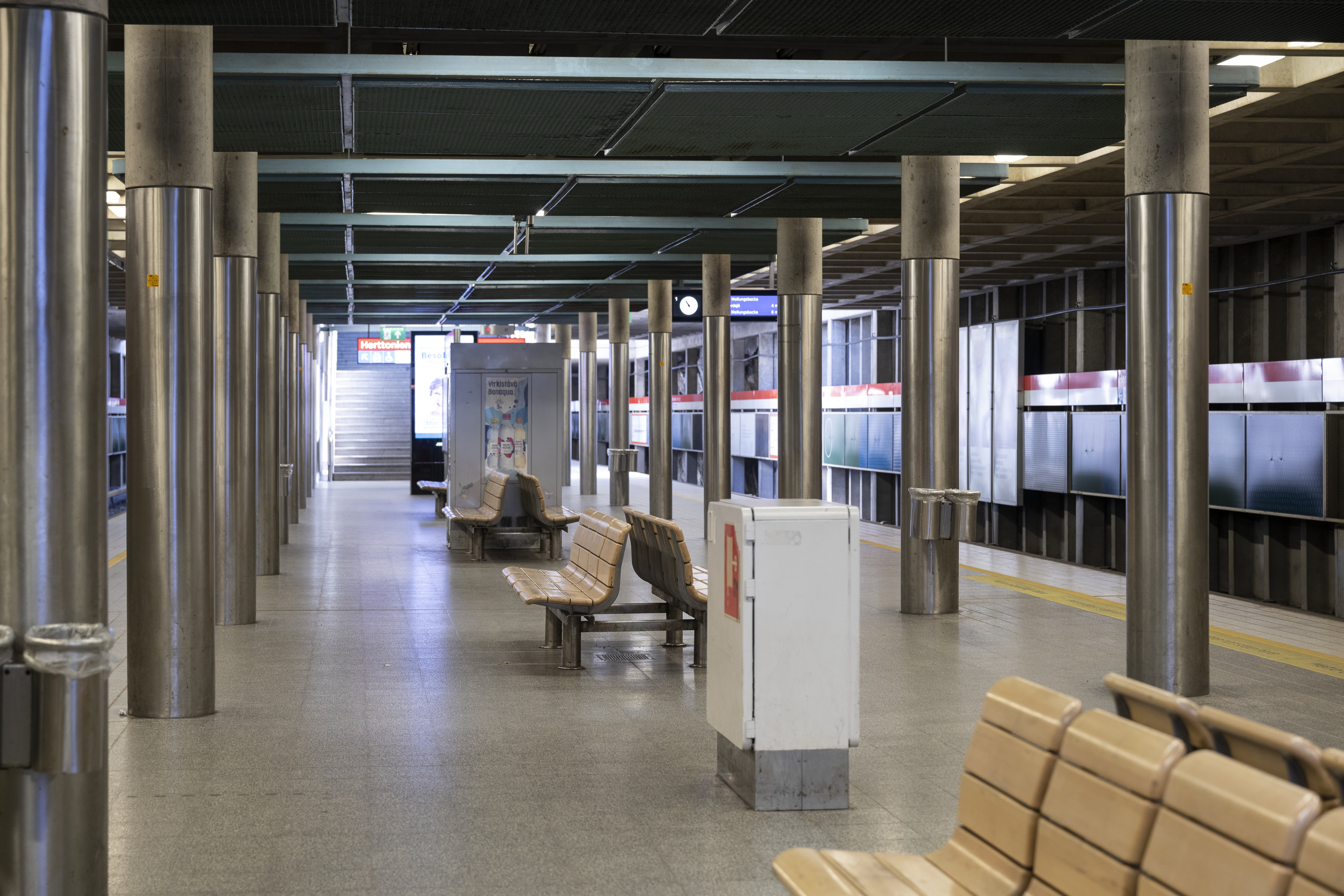
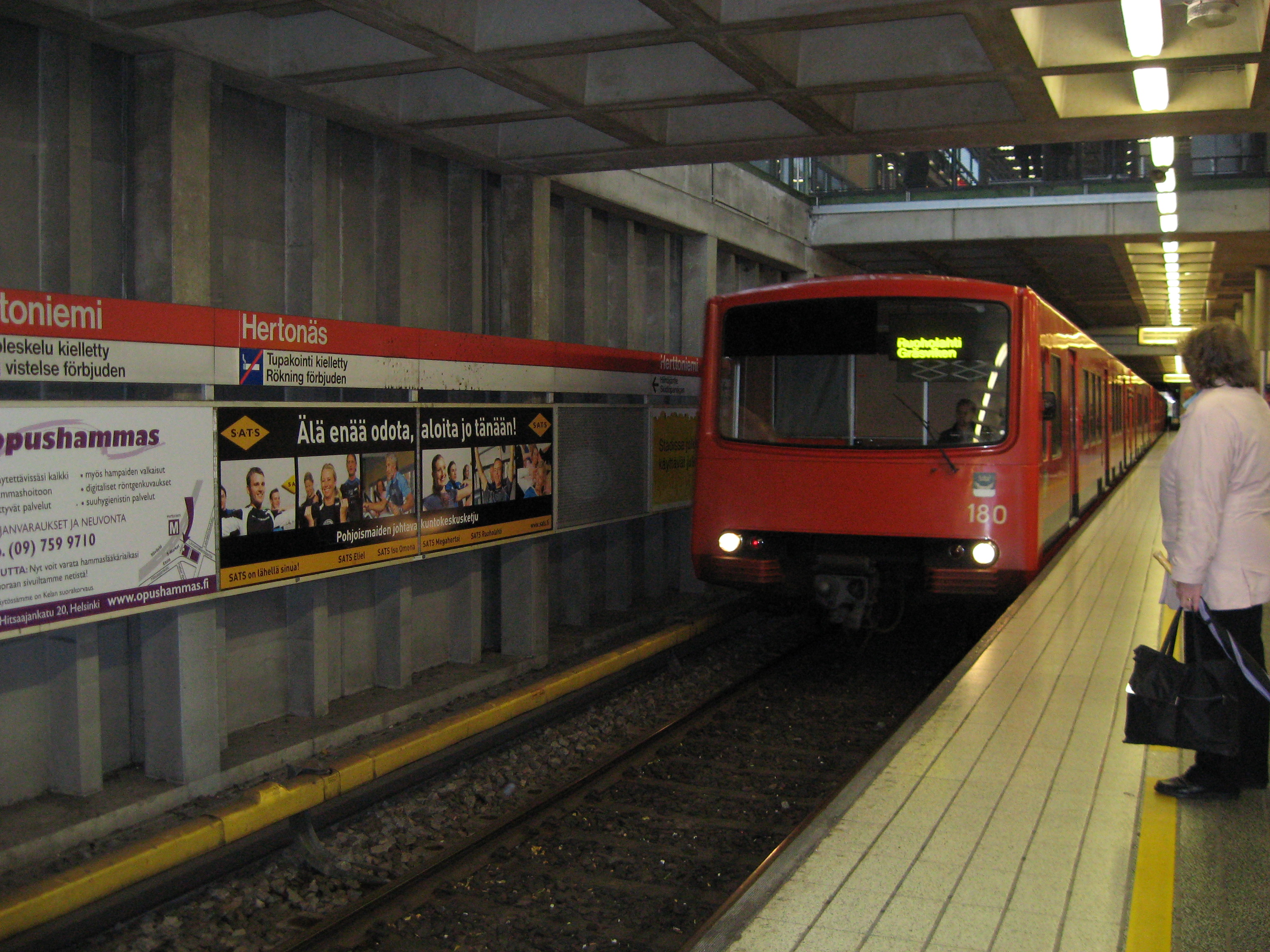

### Intermodalité
Elle dispose de parcs pour les vélos et de parkings pour les véhicules. Des arrêts de bus de la région d'Helsinki, situés à proximité, sont desservis par les lignes 79, 80, 81, 82, 83, 84, 85, 85B, 86, 88,89, 500, 510, 802 et le bus de nuit 90N.